# Jamnitz-Pattag

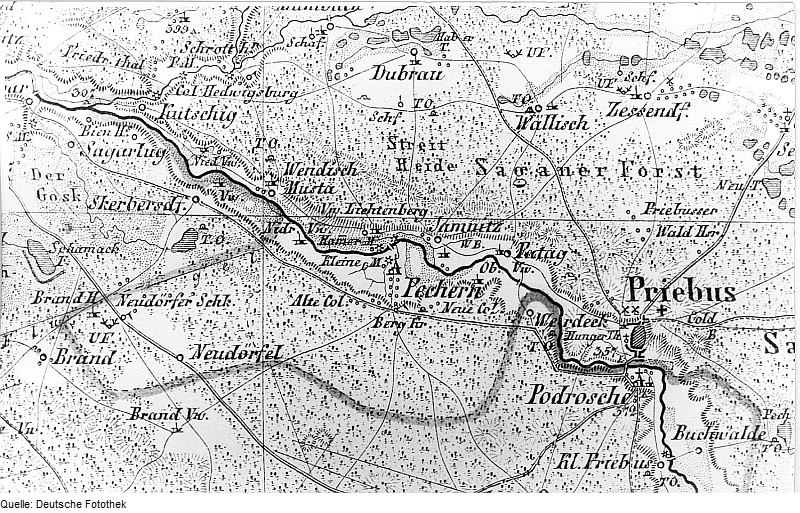
Jamnitz-Pattag und Umgebung im Atlas von Schlesien (ca. 1850)

Jamnitz-Pattag war eine Gemeinde im damaligen Landkreis Rothenburg (Ob. Laus.) in der preußischen Provinz Schlesien, die bis zum 1. April 1938 existierte. Das Gebiet der ehemaligen Gemeinde liegt heute im Gebiet der Gemeinde Przewóz im Powiat Żarski der polnischen Woiwodschaft Lebus.

## Geschichte
Die Gemeinde bestand aus den beiden Dörfern Jamnitz und Pattag, die im 15. bzw. 16. Jahrhundert erstmals urkundlich erwähnt wurden. Um 1800 wurden die beiden Orte Kammergüter des Herzogtums Sagan. Danach wurden die Orte als Doppeldorf geführt. Seit 1815 gehörte Jamnitz-Pattag zur preußischen Provinz Schlesien und von 1919 bis 1932 zur Provinz Niederschlesien. Der Kreis Sagan wurde 1932 aufgelöst und dem Landkreis Rothenburg (Ob. Laus.) angegliedert. Am 1. April 1938 wurde Jamnitz-Pattag mit der südlich der Lausitzer Neiße gelegenen Nachbargemeinde Werdeck zu der neuen Gemeinde Neißebrück zusammengeschlossen. Zu diesem Zeitpunkt hatte Jamnitz-Pattag etwa 106 Einwohner.
Der Ortsteil Jamnitz wurde 1945 durch Kriegshandlungen zerstört. Mit der Festlegung der Oder-Neiße-Grenze nach Ende des Zweiten Weltkrieges kamen die nördlich der Lausitzer Neiße gelegene Wüstung Jamnitz und der Ort Pattag zu Polen, der Ort Pattag wurde in Potok umbenannt und die Gemeinde Neißebrück aufgelöst.